# Smith Corner
Smith Corner es un lugar designado por el censo ubicado en el condado de Kern en el estado estadounidense de California. En el año 2010 tenía una población de 524 habitantes.

## Geografía
Smith Corner se encuentra ubicado en las coordenadas 35°28′48.83″N 119°16′50.71″O / 35.4802306, -119.2807528.